# Нокоміс (Іллінойс)
Нокоміс (англ. Nokomis) — місто (англ. city) в США, в окрузі Монтгомері штату Іллінойс. Населення — 2142 особи (2020).

## Географія
Нокоміс розташований за координатами 39°18′0″ пн. ш. 89°17′7″ зх. д. / 39.30000° пн. ш. 89.28528° зх. д. (39.300081, -89.285163).  За даними Бюро перепису населення США в 2010 році місто мало площу 3,38 км², уся площа — суходіл.

## Демографія
Згідно з переписом 2010 року, у місті мешкало 2256 осіб у 942 домогосподарствах у складі 599 родин. Густота населення становила 668 осіб/км².  Було 1070 помешкань (317/км²).
Расовий склад населення:
| - 98,9 % — білих - 0,2 % — азіатів - 0,1 % — чорних або афроамериканців |

До двох чи більше рас належало 0,7 %. Частка іспаномовних становила 0,6 % від усіх жителів.
За віковим діапазоном населення розподілялося таким чином: 24,5 % — особи молодші 18 років, 56,0 % — особи у віці 18—64 років, 19,5 % — особи у віці 65 років та старші. Медіана віку мешканця становила 40,2 року. На 100 осіб жіночої статі у місті припадало 97,7 чоловіків;  на 100 жінок у віці від 18 років та старших — 91,9 чоловіків також старших 18 років.
Середній дохід на одне домашнє господарство  становив 50 264 долари США (медіана — 39 506), а середній дохід на одну сім'ю — 59 135 доларів (медіана — 50 268). Медіана доходів становила 43 646 доларів для чоловіків та 27 125 доларів для жінок. За межею бідності перебувало 14,0 % осіб, у тому числі 13,3 % дітей у віці до 18 років та 7,8 % осіб у віці 65 років та старших.
Цивільне працевлаштоване населення становило 781 осіб. Основні галузі зайнятості: освіта, охорона здоров'я та соціальна допомога — 30,5 %, роздрібна торгівля — 12,5 %, публічна адміністрація — 8,3 %, виробництво — 8,1 %.